# Cytostom
Cytostom, auch Zellmund, nennt man bei Protisten einen bestimmten Bereich der Zelle, an dem die Zellmembran Öffnungen zur Nahrungsaufnahme aufweist. Im Innern der Zelle angelangt, werden die Nahrungspartikel dann in Nahrungsvakuolen eingeschlossen, wo sie verdaut werden.
Bei Wimpertierchen, aber auch zahlreichen Flagellaten bezeichnet es im engen Sinne nur den eigentlichen Ort, der zur Aufnahme der Nahrung in das Zellinnere (Phagozytose) dient. Im weiteren Sinne werden auch umliegende Mundvorräume dazu gezählt, zum Beispiel Bereiche mit Oralbewimperung oder die Buccalhöhle.
Ebenfalls als Cytostom bezeichnet werden bei einigen Dinoflagellaten Öffnungen zwischen einzelnen Platten des Sulcus nahe den Ansätzen der Geißeln, bei phagotrophen Euglenozoa sowie einigen Wimpertierchen die Basis des Cytopharynx. Bei Apicomplexa versteht man darunter die Mikroporen der Außenhaut, bei Sauginfusorien die zur Nahrungsaufnahme verwandten Tentakelbildungen.